# كراسني كوت

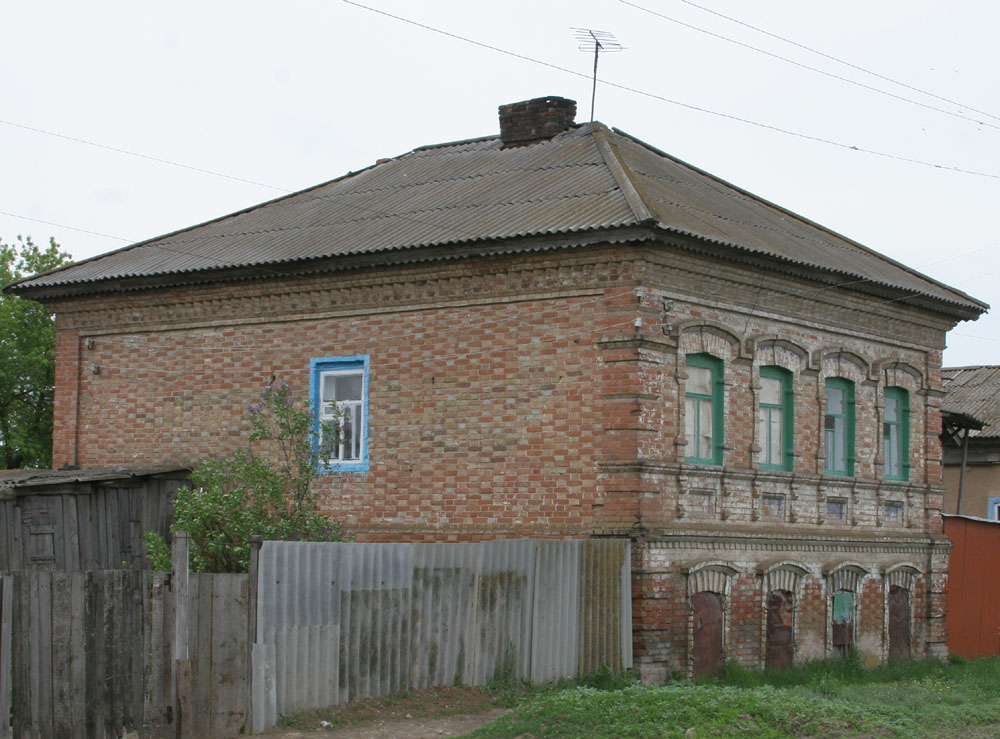

كراسني كوت (بالروسية: Красный Кут) هي إحدى مدن روسيا في الكيان الفدرالي الروسي ساراتوف أوبلاست.

## أعلام
- أناتولي بوزاتش